# Alemanes de Crimea
Los alemanes de Crimea (alemán: Krimdeutsche) fueron colonizadores alemanes étnicos que fueron invitados a colonizar Crimea como parte del Ostsiedlung o colonización de Oriente.

## Historia
Desde 1783 en adelante, hubo un asentamiento sistemático de rusos, ucranianos y alemanes a la península de Crimea (en lo que entonces era el Kanato de Crimea) con el fin de debilitar a la población tártara de Crimea.
Los primeros asentamientos planificados de alemanes en Crimea se fundaron durante 1805-10 con el apoyo del zar Alejandro I. Los primeros asentamientos fueron:
- Friedental - en el distrito de Simferópol; formado en 1806 por luteranos
- Heilbrunn - en el distrito de Feodosia; formado en 1809 por luteranos
- Kronental - en el distrito de Simferópol; formado en 1810 por luteranos y católicos
- Neusatz - en el distrito de Simferópol; formado en 1806 por luteranos
- Rosental - en el distrito de Simferópol; formado en 1806 por católicos
- Staryj Krim - en el distrito de Feodosia; formado en 1805 por luteranos y católicos
- Sudak - en el distrito de Feodosia; formed en 1805 por luteranos
- Zuerichtal - en el distrito de Feodosia; formed en 1805 por suizos luteranos

Todas estas primeras colonias estaban ubicadas en los montes de Crimea y eran en su mayoría vitivinicultores de Suabia. Sin embargo, con el tiempo solamente Sudak produjo vino de calidad y los otros asentamientos volvieron pronto a la agricultura. La segunda generación no tenían suficientes tierras y pronto los jóvenes empezaron a comprar tierras de la aristocracia rusa y crearon nuevas colonias.
Después los menonitas empezaron a migrar de Ucrania a Crimea.

## Persecución soviética
El 18 de octubre de 1921 se creó la llamada República Autónoma Socialista Soviética de Crimea como parte de la República Socialista Federativa Soviética de Rusia (es decir, parte de Rusia). En lugar de lo que hoy es el raión de Krasnogvardeyskiy se crearon dos distritos nacionales para los alemanes: Biyuk-Onlar y Telman. Bajo el régimen soviético muchos Volksdeutsche fueron perseguidos por bandas de campesinos rusos como terratenientes kuláks o enemigos burgueses. En 1939, dos años antes de su deportación a Asia Central, alrededor de 60.000 de los 1,1 millones de habitantes de Crimea eran alemanes y tenían su propio raión administrativo en la República de Crimea.

## Invasión nazi, deportación y exilio
Artículo principal: Ocupación alemana de Crimea durante la Segunda Guerra Mundial
A fines de 1941, tras la invasión nazi de las regiones occidentales de la URSS (Campaña de Crimea), las autoridades soviéticas deportaron brutalmente a los nativos alemanes de Crimea hacia el este, a Siberia y Asia central basándose en acusaciones completamente falsas de que eran espías del Tercer Reich. En consecuencia, muchos murieron en el camino, aunque después no se les culparon de crímenes nazis en la región.
No está claro si algún alemán permaneció durante la ocupación nazi pues la política alemana era evacuar a los sobrevivientes soviéticos de origen alemán a asentamientos en Polonia. El Generalkommissar nazi Alfred Frauenfeld jugó con la idea de reasentar a los alemanes étnicos (Volksdeutsche) de Tirol del Sur en Crimea después de la guerra, y varias ciudades fueron rebautizadas con nombres alemanes (Simferópol se convirtió en Gotenburg (Gotemburgo) y Sebastopol se convirtió en Theodorichhafen, por ejemplo).
Los pocos exiliados sobrevivientes se dispersaron por todo el mundo. En Canadá, Reynold Rapp, un agricultor e inmigrante luterano de Crimea, se convirtió en parlamentario por el Partido Conservador Progresivo. Como fuerte defensor de la herencia británica y de la libertad en su país adoptivo, Rap se opuso a la sustitución de la insignia roja canadiense con la nueva bandera con hoja de arce como insignia en 1964. Él dijo a los periodistas: "Puedo ser el único hombre en esta Cámara que ha vivido bajo el martillo y la hoz. Una bandera no es sólo un colorín: representa mucho más que eso".

## Actualidad
Recién después de la Perestroika, se les permitió a los alemanes de Crimea a retornar a la península. Hoy, Crimea es vista meramente como un camino para entrar en Alemania por las personas jóvenes de ancestro alemán. La reunificación alemana trajo un renacimiento de la cultura crimeo-germana y, desde 1994, tienen una pequeña representación en el Parlamento de Crimea.
Tras la anexión de Crimea a Rusia en 2014, de los dos millones de habitantes de Crimea, alrededor de 3.000 poseen ascendencia alemana.